# ゆーびーむ☆
ゆーびーむ☆（1988年9月8日 - ）は、日本のお笑いタレント。英語表記は「U-BEAM」。マセキ芸能社所属。

## 略歴

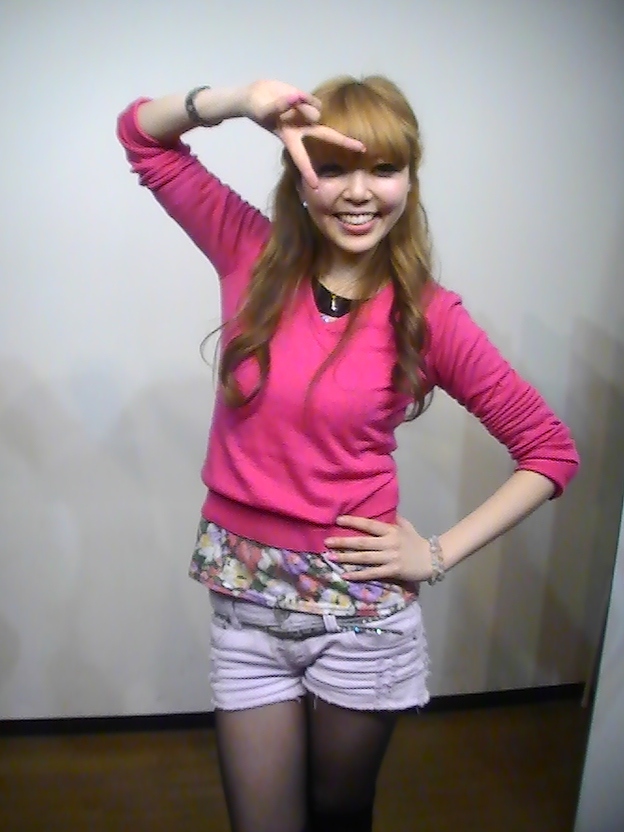
2015年当時のゆーびーむ☆

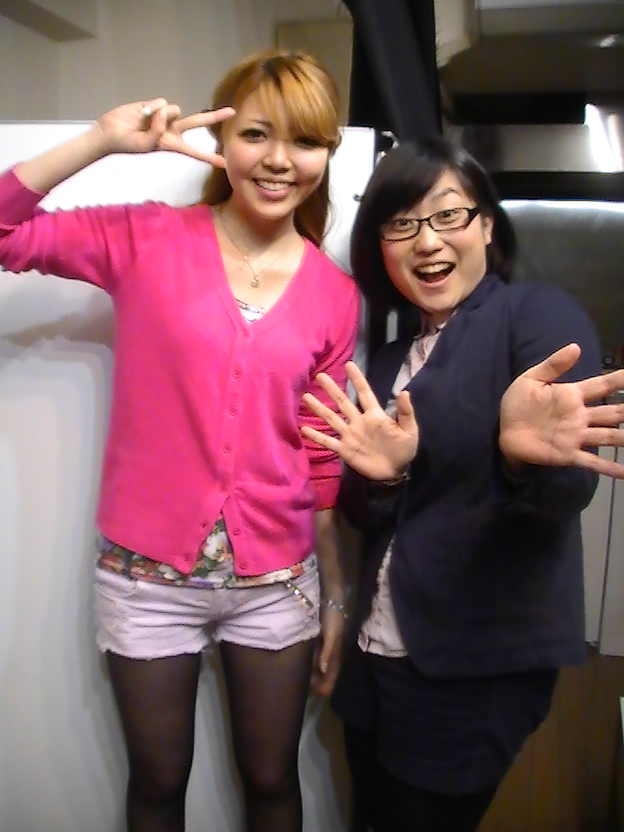
コンビ「ブラット」時代のゆーびーむ☆（左）。右はみなみ（2015年）

神奈川県立横浜南陵高等学校卒業、拓殖大学卒業。フレンチぶるの加瀬部駿介は高校の1年先輩であり、現在まで親交がある。加瀬部によると、ゆーびーむ☆は高校生の頃から賑やかで今と変わらない存在だったという。
ピン芸人として活動しているが、大学までは特にお笑いに興味は無かったが、友人から「1,000万円もらえるサイトを見つけた」と言われ、それがM-1グランプリのサイトであり、勢いでM-1に出場。結局1回戦で敗退したものの、この時に周りの人達から芸人をやることを勧められ、紹介された事務所に所属した。
一度芸人を辞めた後、他のお笑い系事務所に所属しようと向かっていた途中、グラビアアイドル系事務所M'sワールドからDVDに出させてあげるからとスカウトされ、一時期籍を置いていた。このころは芸人でありながらグラビア活動もしており、スカウト時の言葉通り、事務所の先輩多田あさみプロデュースによるイメージDVD「MyGirl」を発売した。このDVDは当時の活動状況どおり、お笑いネタとグラビアのイメージ映像が半々といった内容だった。
「ヒルナンデス!」（日本テレビ）や、フジテレビの番組でも前説を務めている。
くりぃむしちゅー有田哲平に「もっと売れたいんならイメチェンしろ」と言われたのをきっかけに、髪を肩あたりまで短くし、服装もシャツに短パンのスタイルからワンピース主体のスタイルにチェンジ。すると、それまでと変わらないネタをやってもウケるようになり、助言をくれた有田にはとても感謝していると言う。
かつてはライブにも多く出演していたが、「（芸人の）入れ替わりが凄く、ライバルの多さにヒステリックを起こした」ということで「どんどん若い子たちが入ってくるから、なんか新しいことをしなきゃ」と思って、2022年時点ではあまりライブに出演せず、ライブ配信芸人を目指しYouTube配信の活動をメインに行っている。

## 人物
血液型：A型。身長：162 cm。公称スリーサイズはB80cm、W65cm、H90cm。足のサイズ23.5 cm。兄と姉が居り、3きょうだいの末っ子。
語学が好きで、中国語検定3級の資格を持つ。北京大学に留学したこともあり、「流暢に喋れる」 とのこと。この他、韓国語、アラビア語、台湾語、広東語も勉強している。中国人がオーナーのアパートに住んでいた先輩芸人が、急な立ち退きを迫らせた際、「3か月で出て行ってくれというのは困る」との言い分を聞き入れてもらえなかった先輩から、中国語が話せるゆーびーむ☆に相談が持ちかけられ、ゆーびーむ☆がオーナーに交渉したところ、1年間無料で住んでよいという内容で決着をつけることができた。
他、趣味はゴルフ、ネイルアート、サイクリング、高尾山などへ登山。特技は素潜り、三点倒立。
暇な時間が嫌いで、勉強やスポーツをしているか、友人と飲むなど何かしていないと落ち着かないとのこと。先輩芸人のトレンディエンジェル・たかしや、メイプル超合金・カズレーザーは飲み友達であると言い、芸人仲間以外の友人には手島優がいる。
2014年12月、宅地建物取引士資格試験に合格し、同免許を取得（一回で合格した）。これを活かし、知り合いの不動産会社でアルバイトをしていたこともあった。
さらに2018年9月1日発売の「不動産受験新報」（住宅新報出版）にて、本人初となる雑誌の表紙を飾った。
この他、重度訪問介護従業者の資格を持つ。
2019年から2020年頃にかけてはタロット占いに傾倒し、本人曰く「めちゃくちゃ修業していた」という。
横浜DeNAベイスターズのファンであり、高校生の時には横浜スタジアムで売り子もやっていた。売り上げNo.1になったこともある。
また、女芸人野球部『ミラクルキッシーズ』に加入して活動。背番号は「77」。なお、元相方のみなみもチームメイト。このチームでは投手をやっており、ネイルを汚さないようにボールを変わった形で握って投げたら、変なカーブが掛かるようになったという。
日本プロボクシング協会会長の大橋秀行とコンビ「大橋びーむ☆」を組んで東スポに載ったが、実際は冗談でコンビと言っていたら東スポに取り上げられてしまった。また、ボクシングの試合でラウンドガールを務めたことがある。
2023年2月14日、バラエティ番組「ぽかぽか」にて、かねてより交際していただーりんず松本りんすへサプライズの公開逆プロポーズを敢行。松本の母や相方らが見守る中プロポーズは成功し、番組から高級フランス料理店でのお食事券14万円分や番組ゲストの小手伸也からシャンパンがプレゼントされた。松本の気が変わることを心配し用意していた婚姻届の証人欄には既に有田哲平の署名が記載されていた。
2023年6月2日にお笑いコンビ「だーりんず」の松本りんすと入籍したことを報告。さらば青春の光が運営する「さらばBAR」の深夜帯を間借りする形で、松本と一緒に飲食店「BEAM BAR」を経営している。

## 芸風
ギャルのような外見と言葉遣いと言ったキャラクターでの漫談が主。なお、ギャルキャラは本人の地である。こういったことから「ギャル芸人の先駆け」と言われることもある。ブラット結成前のピン時代から、振り付きで「こんにちぇー！あなたにビーム！ゆーびーむ☆」という名乗りからネタを始め、「ばいびーむ☆」で締めるというスタイルで漫談をしていた。この他に特徴的な台詞として「よろぽこりん」「ぺろりんちょー」「～まんぐーす（～ますの変化）」などがあり、これらはブログやtwitterでも使っている。なお「ぺろりんちょー」は、挨拶にもスベった時にも使える万能語だと言う。ネタはノリで作っているということで、めくり芸が多く、ことわざ、格言や相田みつをなどの詩などを元ネタにしたもの（「相田みつをVSゆーびーむ☆」）、自分の好きなものベスト3を発表するというネタなどをやっている。この他代表的なネタには「いるもの、いらないもの」、「落語」、ピンクの白衣を着ての「医者になる」 など。喋りは早口が多く、アドリブも当たり前という展開である。オチが決まってないことを先輩に話したところ「BGMが流れている間にその曲について話してみたら」と言われたのがきっかけで、ライブで「この曲良くな～い？」と言ってみたところとてもウケたということで、以後この流れを使い続けている。なお、ネタに使用される音源は自作であるという。
下ネタはやらない。「下ネタだけはやってこなかった」と話していたが、2018年11月7日放送『冗談騎士』（BSフジ）の『冗談手帖』コーナーでは「女子も笑える下ネタ」というお題でネタを作り披露した。
最後はブラット時代から引き続き、「ばいびーむ☆」というセリフで終わることが主である。
かつて芸名の由来を聞かれると、あっさりと本名を言ってしまうというネタを持っていた。
ピンネタを作るのに際して、最初マネージャーに「お前は一人でも出来るから」とネタ見せを要求するも、ゆーびーむ☆はそれまでネタを特に作ったことが無かったことから、書けませんと答えたものの「何でもいいから好きなことをやれ」と言われたことから、シャボン玉吹いたりフリップ投げたり色々しているうちにたまたまいいネタが出来て、そのネタでABCお笑いグランプリの決勝に進出できたという。「自分は芸人というよりパフォーマー」だとも話している。
かつてはぺこぱの2人がゆーびーむ☆のネタ作りを手伝っていたこともあったという。
2020年10月より、自身のTikTok「ぺろんちょTV」にてカントリーズ福田・スーパーニュウニュウ大将・ハナイチゴ関谷らとともにユニットコント番組「婚活あるある」を配信している。婚活あるあるコントの発起人は婚活経験の豊富なハナイチゴ関谷だったが3か月程でネタをひねり出し続けることに行き詰まり関谷は一時離脱、不定期参加となった。2021年9月時点では婚活経験の乏しい残りのメンバーが婚活を想像しながらネタ作りを行い、小仲くん (元:ふみつけ大将軍小仲) ら仲間の芸人をユニットに迎えて婚活の枠を越えたシチュエーションコントを配信している。

## 賞レースでの戦績
- 2016年 第37回ABCお笑いグランプリ 決勝進出 Cブロック敗退[41]
- 2021年 第1回1秒-1GP（1SECOND GRAND PRIX） 本戦出場（だーりんず松本りんすとのユニットで出場[42]）

## 出演
ブラット時代のコンビでの出演は、ブラット#出演の節を参照。

### テレビ
- 日曜ビッグバラエティ『歌って覚えまショー』（テレビ東京）
- 東京カワイイ★TV（NHK総合）
- フジテレビからの〜!（フジテレビ）
- スパモク!!「キョクターン」（TBS）- 2012年2月2日、「157個のギャグを持つ『ギャグドル』」として出演[43]。
- 芸人報道（日本テレビ）- 2013年5月13日、同年5月20日、同年7月29日、同年8月5日
- チャンネル生回転TV Midnightザップ!（BSスカパー!）- 2015年7月から不定期出演
- 有吉ジャポン（TBS）- 2015年11月6日深夜
- さまぁ〜ずの クイズ!芸人100人が答えました!（TBS）- 2016年1月6日
- 東京オーディション(仮)（TOKYO MX）
- EXD44（テレビ朝日）- 2016年6月6日深夜
- ピエール瀧のしょんないTV（静岡朝日テレビ）- 2016年6月30日・7月7日、「ミラクルキッシーズ」のメンバーとして出演
- 第37回ABCお笑いグランプリ決勝戦（ABCテレビ）- 2016年7月18日
- カンムリ（中国放送）- 2016年8月19日、「ミラクルキッシーズ」のメンバーとして出演[44]
- おはスタ（テレビ東京）- 2016年9月14日「未来のスターはダレだ!? おはネタ★選手権」コーナー出演
- くりぃむナンチャラ（テレビ朝日）- 2016年9月16日深夜
- 芸TUBER（日本海テレビ）- 2016年12月26日深夜
- あらびき団（TBS）
  - オールナイト祭（2016年12月28日深夜）、夏祭り2017（2017年7月13日）、朝まであらびき団スペシャル あら-1グランプリ2017（2017年12月29日）
- 前略、西東さん（中京テレビ）- 2017年3月25日、2018年5月26日
- ナイツのかがやきブルワリー～乾杯!クラフトビール!～（石川テレビ）
- SUPER GT+（テレビ東京）リポーター（レギュラー出演）- 2017年3月26日 - 2018年3月25日
- 特捜警察ジャンポリス（テレビ東京）- 2017年4月1日・4月8日
- ウチのガヤがすみません!（日本テレビ）- 2017年6月6日初出演[45]
- 勇者ああああ（テレビ東京）- 2017年6月8日「ゲーム芸人公開オーディション」
- バクモン学園（テレビ朝日）- 2017年7月11日初出演
- お笑いトレンディ夜会（BS朝日）- 2017年7月25日
- デビュたん（テレビ東京）- 2017年8月11日
- ナイツのHIT商品会議室（千葉テレビ放送）
- 絶対!カズレーザー（テレビ朝日）- 2017年8月8日・8月15日
- 『ぷっ』すま（テレビ朝日）- 2017年8月26日、2017年9月2日「女芸人が水着に着替えたら」
- 良かれと思って!（フジテレビ）- 2018年1月17日
- 有田ジェネレーション（TBS）- 2018年2月28日初出演。その後2018年3月22日放送の回の下剋上バトルで合格し、以後2019年3月27日までレギュラー出演[46]。この後も2019年5月13日、2021年1月18日（「あの元レギュラーは今？」）の各回に出演。
- OWARAIブラックジャック（読売テレビ）- 2018年7月16日
- 有田P おもてなす（NHK総合）- 2018年7月21日
- オールスター後夜祭（2018年4月1日、2018年10月7日[47]、2019年4月7日、TBS）
- 冗談騎士（BSフジ） - 2018年11月7日『冗談手帖』コーナー
- チャント!（CBCテレビ） - レギュラーリポーター
- 全力!脱力タイムズ（フジテレビ） - 2019年5月3日、2024年10月18日
- MATSUぼっち（フジテレビ） - 2019年5月16日
- 新語・流行語爆誕バラエティ オギャブラリー（テレビ朝日）- 2019年11月28日
- ももクロChan〜Momoiro Clover Z Channel〜（テレビ朝日）- 2019年11月27日、2019年12月4日
- サンドと石井と知りすぎた芸人たちの会！（フジテレビ）- 2020年8月1日[48]
- ネタパレ（フジテレビ）- 2020年9月19日（「バーチャルニュースターパレード」コーナーMVP[49]）、2021年1月1日（2020年12月31日深夜、「ニュースターパレードグランドチャンピオン大会」出演）
- 日本一周!リアル桃鉄（MBS制作、TBS系列）- 2020年12月21日
- ブイ子のバズっちゃいな!（テレビ朝日）- 2021年1月29日
- 世界一短いネタ番組 15ビョーーーン（テレビ東京）- 2021年6月6日[50]
- ノブナカなんなん?（テレビ朝日系） - 2021年6月19日 - 「働かない女ってなんなん？」の回にてバイト4つかけ持ち月収74円芸人 ふるやいなやの同居人として出演
- 水曜日のダウンタウン（TBS）- 2022年4月6日、同じギャル芸人として“キャラ被り”とされているエルフ荒川と共演[51]。
- さんまのお笑い向上委員会（フジテレビ）- 2022年4月23日・4月30日
- ミクチャTV「芸人#0」（チバテレ）- 2022年10月2日から冠番組『あざ丸パーティーナイトプール』を放送[52]
- ぺこぱポジティブNEWS（テレビ朝日）- 2022年10月6日深夜・10月13日深夜[11]
- カチヘン（フジテレビ）- 2023年1月5日[53]

### ラジオ
- 高柳明音の生まれてこの方（アール・エフ・ラジオ日本）- 2016年8月13日
- モーニング・クリップ（アール・エフ・ラジオ日本）- 2017年3月12日
- マイナビ Laughter Night（TBSラジオ）- 2017年7月7日
- 伊集院光とらじおと（TBSラジオ）- 2021年1月からレポーターとして不定期出演

### インターネット
- たじろぎ☆LIP（毎月第2・第4金曜日 レギュラー出演）
- ラブもっこり会議（Ameba FRESH、エフジョッキー、ニコジョッキーの同時並行生配信、毎月第4金曜日）
- てっとり早く男にモテる方法（BeeTV）
- ゆーびーむ☆のジョッキー（ニコジョッキー、2017年6月 - （月一回））

### CM
- LINE 三国志ブレイブ

### PV
- ASIAN KUNG-FU GENERATION『ローリングストーン』

### ライブ
単独ライブ
- スペシャルライジングオレンジ「♡HEARTFULぺろりんちょ♡」 （シアターブラッツ）- 2017年3月29日
- ゆーびーむ☆BIRTHDAYぺろりんちょ♡「FULL COUNT～打開案～」 （東京・新宿バティオス）- 2017年9月14日
- ゆーびーむ☆BIRTHDAYぺろりんちょ♡「子どもでよくなーい？！」 （東京・新宿バティオス）- 2018年9月18日

## DVD
- MyGirl（2012年1月20日、ラインコミュニケーション）